# 東向島西之町

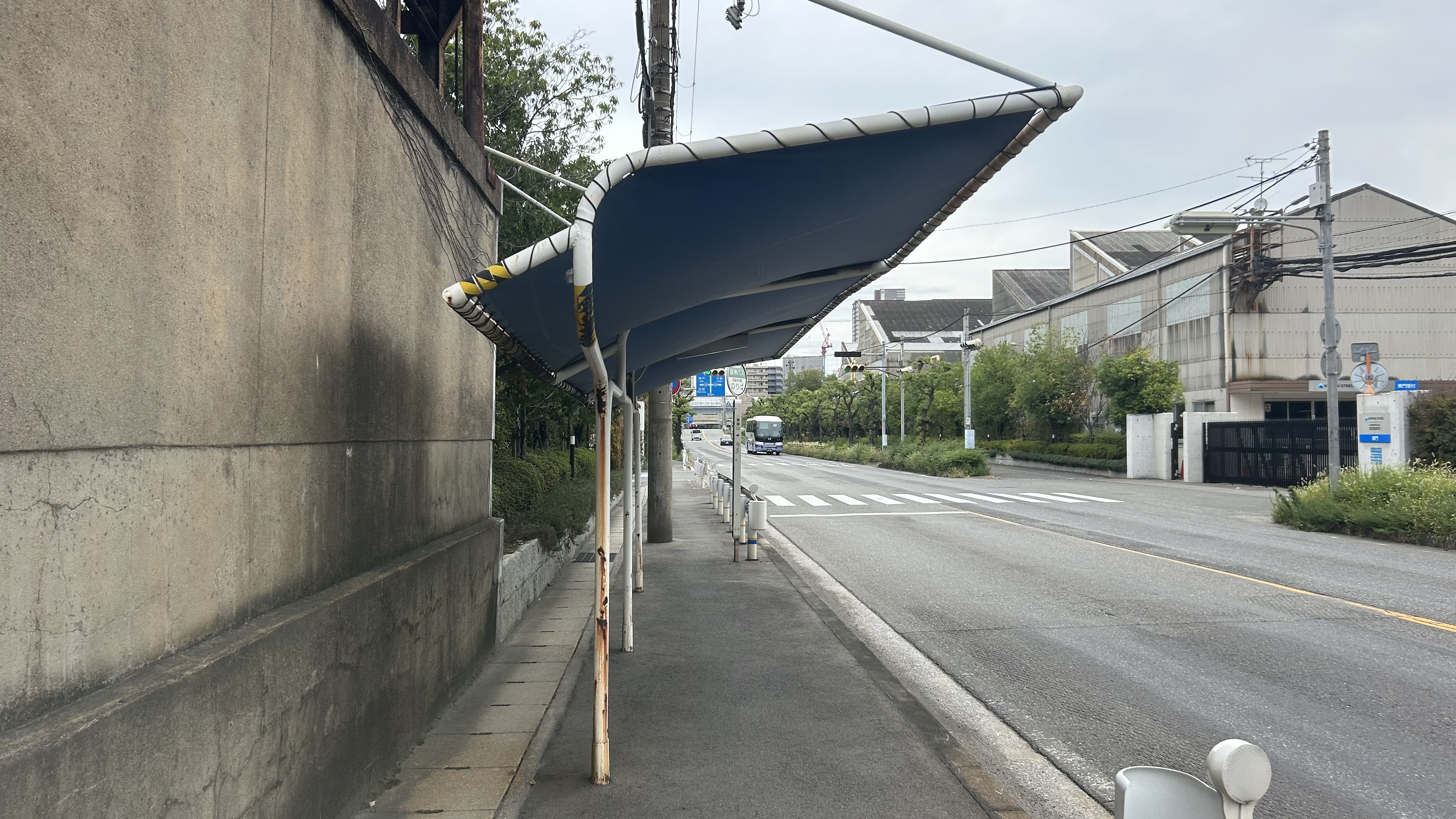
阪神バス日本製鉄前停留所

東向島西之町（ひがしむこうじまにしのちょう）は、兵庫県尼崎市にある町丁。丁目はない。郵便番号は660-0856。

## 地理
東は東向島東之町、西は西向島町、南は東高洲町、北は西本町・中在家町と隣接している。

## 交通

### 鉄道
鉄道は走っていない。

### バス
阪神バスが通っている。
| 路線名 | 起点     | 町内の停留所                   | 終点                    |
| ------ | -------- | ------------------------------ | ----------------------- |
| 70     | 阪神尼崎 | (西本町)-日本製鉄前-(東高洲町) | クリーンセンター第2工場 |

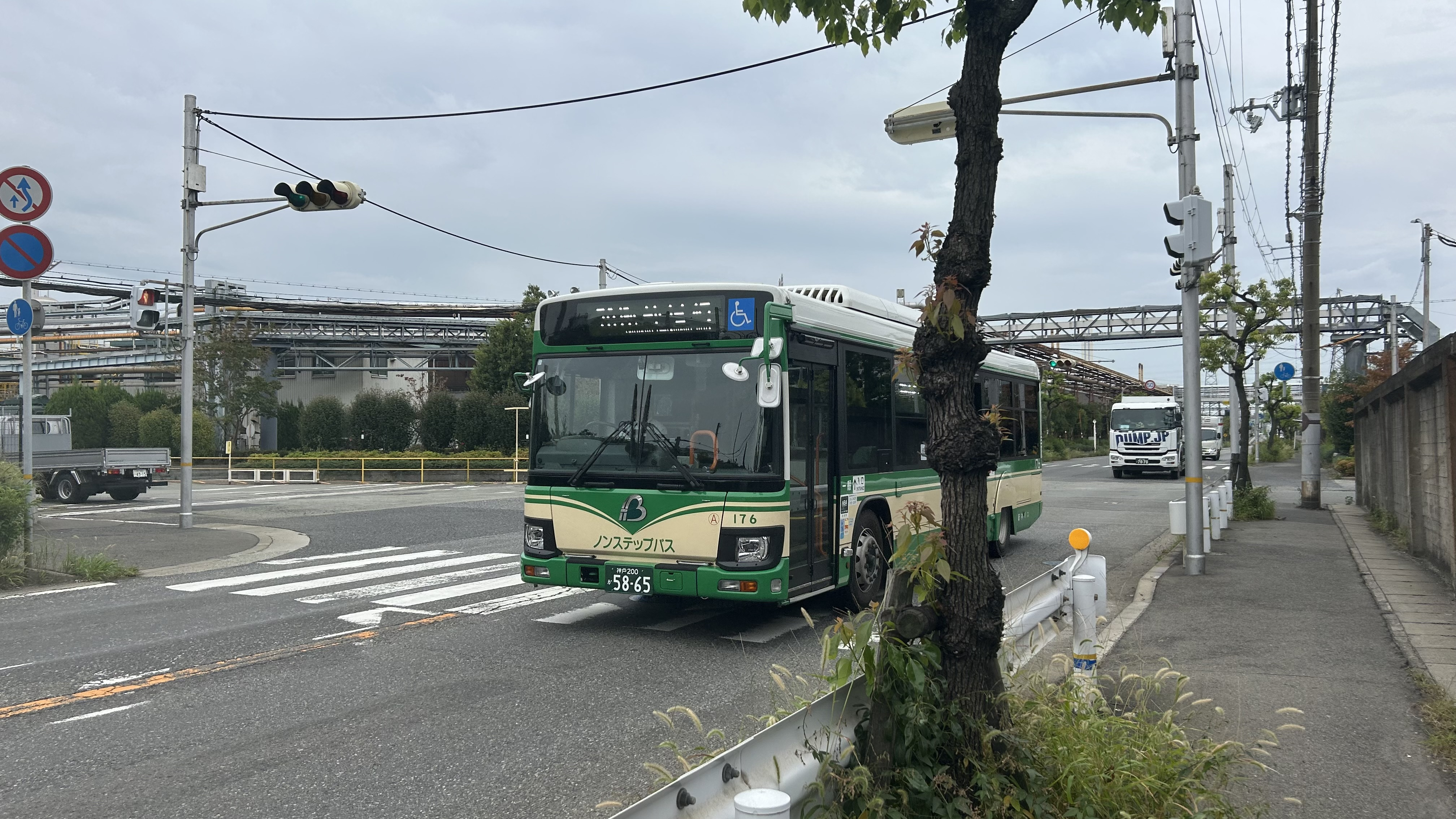
70番

## 校区
出典:
| 区域 | 小学校     | 中学校     |
| ---- | ---------- | ---------- |
| 全域 | 明城小学校 | 成良中学校 |

## 施設
全て工業地帯である。